# Hermann-Josef Sausen

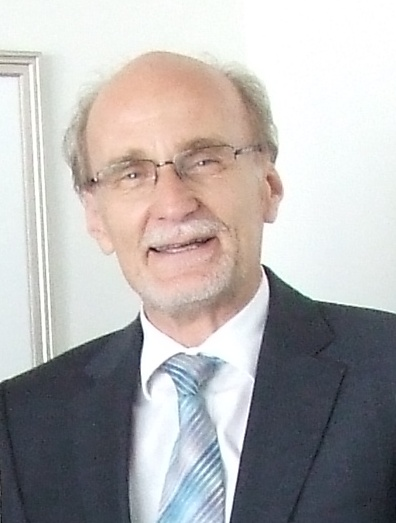
Hermann-Josef Sausen

Hermann-Josef Sausen (* 5. Januar 1950 in Troisdorf) ist ein deutscher Diplomat. Von 2012 bis 2015 war er Botschafter der Bundesrepublik Deutschland in Panama.

## Leben
Sausen studierte zunächst Romanistik und Musikwissenschaft (1968–1970), anschließend Volkswirtschaftslehre und schloss sein Studium 1976 mit dem Diplom ab. Von 1976 bis 1977 war er als wissenschaftliche Hilfskraft an der Universität Bonn tätig.
1977 trat Sausen in den Auswärtigen Dienst ein. 1981 folgte seine erste Auslandsverwendung an der Botschaft in Bogotá, 1984 wurde er an die deutsche Botschaft in Kuala Lumpur versetzt. Von 1987 bis 1990 war Sausen wieder im Auswärtigen Amt in Bonn tätig und anschließend für drei Jahre an der deutschen Botschaft in Neu-Delhi. Er leitete von 1993 bis 1997 eine Arbeitseinheit im Auswärtigen Amt und war danach zunächst an der deutschen Botschaft in Wien (1997–2001), anschließend als ständiger Vertreter an der deutschen Botschaft in Jakarta (2001–2004) tätig. Von 2004 bis 2007 war Sausen Beauftragter für Umwelt- und biopolitische Fragen in der Außenpolitik und von 2007 bis 2010 Gesandter und ständiger Vertreter an der deutschen Botschaft in Brasília. Von 2010 bis 2012 war er der deutsche Vertreter in Reykjavík. Anschließend löste er den Botschafter Michael Grau als Nachfolger an der deutschen Botschaft in Panama ab. Im Juli 2015 ging Sausen in den Ruhestand.
Seit Januar 2016 ist Sausen als Botschafter a. D. einer der Programmdirektoren der Internationalen Diplomaten Ausbildung (IDP) des Auswärtigen Amts.
Sausen ist verheiratet und hat zwei Kinder.